# اشتقاق صفر
اشتقاق صفر (به انگلیسی: zero derivation) یا تبدیل (به انگلیسی: conversion) فرایندی ساختواژی است که طی آن بدون افزودن هیچ عنصری به واژه، واژه‌ای نو ساخته‌می‌شود.
تمایز اشتقاق صفر با تکواژ صفر یا تهی در این است که اشتقاق صفر یک فرایند است، اما تکواژ صفر نوعی تکواژ، فاقد بازنمایی صوری است. برخی از زبانشناسان معتقدند که در اشتقاق صفر، افزوده‌شدن یک تکواژ صفر موجب تغییر معنا یا نقش واژه می‌شود.

## موضوعات مرتبط
- تکواژ
- تکواژ صفر
- تکواژ میانجی
- اشتقاق
- ساختواژه